# カサンドラ (比喩)

ギリシア神話のカサンドラ（イーヴリン・ド・モーガン画）

カサンドラの比喩（Cassandra metaphor; 「カサンドラ症候群」、「カサンドラ・コンプレックス」、「カサンドラのジレンマ」などの形で使われる）は、ある人が正当な不安や警告を発しても、それが他人に信じてもらえない現象を指すメタファー。
語源はギリシア神話に登場するイリオス（トロイ）の王女カサンドラである。ゼウスの息子アポローンはカサンドラに恋をして予言の力を与えたが、カサンドラがアポローンの愛を拒絶すると、怒ったアポローンは「カサンドラの予言を誰も信じないように」という呪いをかけた。その結果、カサンドラは未来を知りながら、それを伝えても誰からも信じてもらえず、どうすることもできないという状況に置かれた。
この神話はさまざまな状況をあらわす比喩として、遅くとも20世紀初頭あたりから使われてきた。心理学、環境運動、政治、科学、映画、ビジネス、哲学など、多岐にわたる分野でカサンドラへの言及が見られる。

## 心理学
心理学では、肉体的・精神的な苦痛を訴えても他者に信じてもらえない状況を指してカサンドラの比喩が使われることがある。

### メラニー・クライン
精神分析家のメラニー・クラインは、人間の道徳的良心を表す物語としてカサンドラの神話を解釈した。道徳的良心としてのカサンドラは「来たるべき罪悪を予測し、罰と悲しみがそれに続くだろうと警告を発する 」。カサンドラが道徳的違反とその社会的帰結を指摘する必要に駆られるのは「過酷な超自我の破壊的影響」のためであり、この超自我は神話においてはカサンドラを支配し迫害する人物アポローンによって表現されている 。
クラインによれば、ある種の道徳的な予言は他者に「信じたくない」という気持ちを抱かせるが、このとき他者は同時に、それが本当のところは真実であることにも気づいている。「これは否認という普遍的な心的傾向の表れである。否認は自らを苛む不安や罪悪感に対する強力な防衛機制として働く」とクラインは述べている。

### ローリー・レイトン・シャピラ
ユング派分析家のローリー・レイトン・シャピラ（Laurie Layton Schapira）は、2名のクライアントのケースを「カサンドラ・コンプレックス」という言葉で表現している。レイトン・シャピラによれば、カサンドラ・コンプレックスはユング心理学で言うところのコンプレックスの一種であり、アポローン的な元型の強い人（理性や秩序を重んじてオカルトや不合理な現象を否定する人）との関係性において生じてくるという。アポローンの元型は知性に特化しているため、情緒を重んじる人とは感情的な距離が生まれて関係性が悪化することがある。また「カサンドラ的な女性」には ヒステリー（身体症状症）を含む身体の苦痛が出やすく、他者からだけでなく自身の内側からも攻撃されていると感じることが多いとレイトン・シャピラは論じている。

### ジーン・シノダ・ボーレン
精神科医でユング派分析家であるジーン・シノダ・ボーレン（Jean Shinoda Bolen）は、1989年にギリシア神話のアポローンに関するエッセイを発表した。このなかでシノダ・ボーレンは「カサンドラ的な女性」の心理学的特徴を詳述し、カサンドラの神話のように「アポローン的な男性」との機能不全の関係に苦しむことがあると述べた。またカサンドラ的な女性は「ヒステリー」と見られやすく、自身の知を語っても信じてもらえない場合があるとも記述している。
シノダ・ボーレンによれば、そうした元型は実際の生活上のジェンダーと一致するわけではない。女性の心にアポローンのような男性神の元型が見出されることも多いし、男性の心にもカサンドラのような女性神の元型がある。「神話における男性神や女性神は、人間の心のさまざまに異なる側面を表すものである。ギリシア神話の神々は、男性であれ女性であれ、私たちみんなの内に元型として存在している……誰の心の中にも神と女神が住んでいる」。
男女を問わず、カサンドラの元型が強い人は、アポローンの元型が強い人との関係性がうまくいかない場合、また他者に自身の体験を信じてもらえない場合に、だんだん非合理的でヒステリカルな性格を帯びていく場合があるとシノダ・ボーレンは説明している。

## 公衆衛生
新型コロナウイルスのパンデミックを受けて、政府および国際機関の健康危機管理体制を問い直す文脈で「カサンドラ症候群」という言葉が使われることがある。正常性バイアスにとらわれず、多数傷病者事故を想定して対応策を用意しておく必要性が論じられている。

## ビジネス
ビジネスにおいて将来のビジョンは重要な要素だが、明確なビジョンを組織のメンバー全員で共有してコミットするのは時に困難である。目の前の現実とビジョンとの乖離により、不信感を抱く人も出てくる。このとき、周囲に信じてもらえないビジョナリーな人物のことを「カサンドラ」と呼ぶことがある。また株式市場の動向、とくに暴落を予測できる人にカサンドラという名前が当てられることもある。たとえば著名な投資家ウォーレン・バフェットは1990年代の株式市場の高騰をバブルであると見抜き、近いうちに崩壊すると繰り返し警告していたため、一時期は「ウォール街のカサンドラ」と呼ばれていた。
元インテル会長兼CEOのアンドリュー・グローヴは著書『パラノイアだけが生き残る』において、変化の風をいち早く察知し、戦略的転換点をうまく乗り切るうえで「有益なカサンドラ」の力が重要だと論じている。

## 環境運動
環境活動家たちは気候変動や海面上昇、不可逆的な環境汚染、熱帯雨林やサンゴ礁を含む生態系の差し迫った崩壊など、迫り来る破局を予測してきた。気候危機に対して声を上げる人たちは往々にしてその声が信じてもらえなかったり、大げさだと馬鹿にされたりする。こうした現象を指して「カサンドラ症候群」という言葉が使われる。
環境活動家のアラン・アトキソンは、自然を破壊しつづける人類が「カサンドラのジレンマ」にはまり込んでいると指摘した。先見的な人々は地球環境に何が起こっているかを理解して警告を発するが、大多数の人はそれを理解していない、あるいは行動を変える気がないため、結局は破局を避けることができない。そして実際に悪いことが起こると、あたかもその予言が現実を呼び寄せたかのように、警告の声を上げていた人たちが非難されることさえある。時に危機感が伝わることもあるとはいえ、カサンドラのジレンマによって環境活動家の声が届かず、予想通り悪い結果が起こるのをただ見ているしかない場合があまりにも多いとアトキソンは述べている。